# Груаро
Груаро (итал. Gruaro) — коммуна в Италии, располагается в провинции Венеция области Венеция.
Население составляет 2702 человека (на 2003 г.), плотность населения составляет 158 чел./км². Занимает площадь 17,24 км². Почтовый индекс — 30020. Телефонный код — 0421.
Покровителем коммуны почитается святой Иуст из Триеста, празднование 3 ноября.

## Известные жители и уроженцы
- Донат из Груаро — католический святой